# 에릭 처치
에릭 처치(Eric Church, 1977년 5월 3일 ~ )는 미국의 컨트리 가수이다.